# Vanilla insignis
Vanilla insignis é uma espécie de orquídea de hábito escandente e crescimento reptante endêmica de Honduras. São plantas clorofiladas de raízes aéreas; sementes crustosas, sem asas; e inflorescências de flores de cores pálidas que nascem em sucessão, de racemos laterais.